# 克里斯·肯普林
克里斯·肯普林（英語： Chris Kempling，全名： Christopher Stephen Myles Kempling）（1955年10月15日—），是一名生於魁北克的加拿大教師和基督教輔導員，曾因在當地報紙及加拿大廣播公司電台發表批評同性性行為風險的言論及認為性傾向是可改變的，被其任職的卑詩師範學院（British Columbia College of Teachers）停職一個月，及被當地學校當局申誡。  

## 争议
他的判刑引发起世界各地的争议。争论一方以此为人权和免受偏见的自由的胜利，另一方以此为对宗教自由和言论自由的攻击。

## 參看
- 奧克·格倫